# Benighted
Benighted — французская брутал дэт/грайндкор-группа, образованная в городе Сент-Этьен в 1998 году.

## История

### Benighted (1998-2000)
В мае 1998-2000 группа работает над первым альбомом и даёт несколько концертов. То, что представляла в то время их музыка — это смесь блэк-метала и дэт-метала. Семь лучших треков были записаны в июне 2000 года в студии Plaza Records недалеко от Лиона. Отзывы о первом альбоме были удивительными, он очень положительно был оценён со стороны андерграундной прессы. После этого Benighted сразу же привлекли к себе внимание различных организаторов для проведения концертов по всей территории страны. В январе 2001 года группа начинает сотрудничество с лейблом Adipocere Records.

### Psychose (2001-2002)
В августе Benighted возвращаются в студию Plaza Records для записи 11-ти новых треков для второго альбома, «Psychose». Музыкальная часть углубляется в дэт-метал. Этот альбом кажется более зверским и техничным, чем предыдущий. Артворк оформлял Джин-Паскаль Фоернир (Immorral, Impaled Nazarene, Rain, Edguy). В то же время Chart был уволен из группы. В апреле 2002 года после большого количества проблем альбом «Psychose» наконец был выпущен. Возвращение очень положительно повлияло на группу, и был проведён тур с Carcariass, Furia и Rain, организованный лейблом Adipocere. Далее был найден человек по имени Remy для игры на басу, и его же взяли в тур как полноценного участника.

### Insane Cephalic Production (2003-2004)
В декабре 2002 года Benighted начинает работу над третьим альбомом под названием «Insane Cephalic Production». Альбом выпущен лейблом Adipocere в 2003 году. Новая работа стал самым брутальным из всего выпущенного ранее. По личным причинам группу покидает басист Remy. В августе 2003 года Benighted едут в Германию для записи нового альбома в студии Kohlekeller в Seeheim. Запись этого альбома удивительна. Kohle, владелец студии, проделал колоссальную работу. Mick из Destinity спел на треке «Puerperal Cannibalism» вместе с Julien’ом. Альбом «Insane Cephalic Production» был выпущен в феврале 2004 года. Для следующих выступлений Bertran из группы Winds of Torment играет на бас-гитаре и, месяц спустя, находится хороший басист, Eric. В апреле 2004 было запланировано много концертов с такими гигантами, как: Morbid Angel, Deicide, Fear Factory, Slipknot, Soulfly, Impaled Nazarene, Loudblast, Destinity, Dew-Scented, Graveworm, Dying Fetus, Aborted и Nasum. Также Benighted играют на больших фестивалях: Fury Fest и Nuclear Fest. В 2005 году группа находится в туре в поддержку «Insane Cephalic Production» вплоть до марта, когда начинается работа над следующим, четвёртым по счёту, альбомом.

### Identisick (2005-2006)
В августе 2005 года Benighted возвращаются в студию Kohlekeller для записи альбома «Identisick», который выходит 13 января 2006 года. Этот альбом содержит 10 песен и кавер на песню Napalm Death — «Suffer the Children». Кris из группы Kronos и Leif из Dew-Scented появляются как гости на альбоме. Альбом очень эффектен со своими быстрыми и качающими треками. Стиль можно теперь охарактеризовать, как брутал дэт-метал с некоторыми влияниями трэш метала, грайндкора и хардкора. В феврале 2006 года ударник Fred уходит из группы. Benighted берут в свои ряды нового барабанщика — Kikou. В таком составе группа отправляется в тур в поддержку альбома «Identisick», где играет на фестивалях Tomawok Fest и The Death Feast Open. Тур длится до самого июня 2007 года. По возвращение из тура группа подписывает контракт с лейблом Osmose Prod.

### Icon (2007-2010)
Летом 2007 года на студии Kohlekeller записывается и микшируется новый альбом, «Icon». Артворк выполнил Phlegeton (Mortician, Avulsed). Альбом содержит 12 яростных и брутальных дэт/грайнд песен. Приглашённым участником стал Jagger из Disbelief. Альбом был выпущен 15 октября 2007 года. Весь 2008 год группа выступает по всей Европе: Houten Death Fest в Голландии, Inferno Fest в Норвегии, Obscene в Чехии и во множестве других городов. В 2009 году прошёл тур с Aborted, и был написан новый материал.

### Asylum Cave (2011-2012)
Альбом «Asylum Cave» был выпущен 29 марта 2011 года на лейбле Season of Mist. По традиции, не обошлось без гостей: вокал на треке «Unborn Infected Children» исполнил Sven из Aborted; на треке «A Quiet Day» — Mike из Devourment; на треке «Fritzl» — Asphodel из Pin-Up Went Down.

## Участники
Текущие участники
- Julien Truchan — вокал (1998–настоящее время)
- Alexis Lieu — бас (2014–настоящее время)
- Olivier Gabriel — гитара (1998–настоящее время)
- Adrien Guérin —  гитара (2012–настоящее время)
- Kevin "Kikou" Foley — ударные (2006–настоящее время)

Бывшие участники
- Fred Fayolle – ударные (1998–2006)
- Rémi Aubrespin – бас (2002)
- Chart – Бас (1998–2002)
- Liem N'Guyen — гитара (1998–2012)
- Eric Lombard — бас (2004–2014)

|  |  |  |  |  |

## Дискография
| Альбом                     | Год  | Лейбл/Студия      |
| -------------------------- | ---- | ----------------- |
| Benighted                  | 2000 | Plaza Records     |
| Psychose                   | 2002 | Adipocere         |
| Insane Cephalic Production | 2004 | Adipocere Records |
| Identisick                 | 2006 | Adipocere Records |
| Icon                       | 2007 | Osmose Prod       |
| Asylum Cave                | 2011 | Season of Mist    |
| Carnivore Sublime          | 2014 | Season of Mist    |
| Necrobreed                 | 2017 | Season of Mist    |
| Obscene Repressed          | 2020 | Season of Mist    |
| Ekbom                      | 2024 | Season of Mist    |